# Phihitshwane
Phihitshwane est une ville du Botswana.